# Emma Laura
Emma Laura (Guadalajara, Jalisco, 3 de julio de 1971) es una actriz mexicana. Actualmente retirada de la actuación.

## Biografía
Emma Laura es una actriz mexicana recordada por protagonizar junto a Cecilia Tijerina, Tiaré Scanda y Kate del Castillo la telenovela Muchachitas en 1991. En 1996 regresó a la televisión en la telenovela Marisol protagonizada por Erika Buenfil.
Lo último que se sabe de ella es que apareció en un episodio dedicado a Kate del Castillo en el programa El show de Cristina en el 2004, donde se reunió con las otras protagonistas de Muchachitas.

## Filmografía

### Telenovelas
- Marisol (1996) .... Rosana Valverde
- Muchachitas (1991-1992) .... Isabel Flores
- Ángeles blancos (1990-1991) .... Gabriela
- Cuando llega el amor (1990) .... Verónica